# Rousettus bidens
Rousettus bidens är en däggdjursart som beskrevs av Fredericus Anna Jentink 1879. Rousettus bidens ingår i släktet Rousettus och familjen flyghundar. Inga underarter finns listade. Tidigare listades arten i ett eget släkte, Boneia, som numera är ett undersläkte.
Denna flyghund förekommer på Sulawesi och på mindre öar i samma region. Arten vistas i kulliga områden och i bergstrakter upp till 1060 meter över havet. Habitatet utgörs av skogar och dessutom uppsöker flyghunden odlade områden.
Individerna blir cirka 14 cm långa (huvud och bål) och har en 2,5 cm lång svans. Underarmarnas längd som bestämmer djurets vingspann är 9,5 till 10,3 cm och vikten varierar mellan 150 och 195 gram. Pälsen är mörkbrun på ryggen och ljusare brun vid andra ställen. Hannar har vid skuldrorna tjockare päls som liknar epåletter. Arten skiljer sig i detaljer av skallens konstruktion från andra medlemmar av släktet Rousettus.
Individerna vilar i grottor. Upphittade honor var dräktiga med ett embryo.
Rousettus bidens jagas för köttets skull och den hotas även av skogsavverkningar. IUCN listar arten som sårbar (VU).